# Oryzias curvinotus
Oryzias curvinotus là một loài cá thuộc chi Cá sóc trong họ Cá sóc. Đây là loài bản địa vịnh Kutch đến Trivandrum, Kerala, Ấn Độ. Chiều dài tối đa của loài này là chỉ có 3 cm (1,2 in), vì vậy chế độ ăn uống của chúng là ấu trùng muỗi nhỏ. Chúng thường được tìm thấy ở các cửa sông nhưng cũng sinh sống ở vùng nước ngọt trong thời gian ngắn. Chúng sinh sản từ tháng 7- tháng 8.